# Emmanuel Lipmann
Emmanuel Isaac Lipmann (Neuf-Brisach (Alto Rin), 1844 - Besanzón (Doubs), 20 de enero de 1913) fue un empresario y relojero francés. Es conocido por haber fundado en 1867 la manufactura relojera Lip, que dirigió hasta su muerte en 1913.

## Semblanza
Existen muy pocas fuentes y archivos sobre la vida de Emmanuel Lipmann. Provenía de una familia judía alsaciana de relojeros.
Fundó su empresa en la localidad de Besanzón en 1867, y hasta su muerte en 1913 se ocupó de dar a la compañía el impulso necesario para que llegase a ser una de las principales firmas del sector relojero industrial en Francia. Años después, a caballo entre las décadas de 1960 y de 1970, la fábrica cobró notoriedad al convertirse en el escenario de un enconado enfrentamiento entre los trabajadores y la dirección de la empresa, conflicto que fue objeto de un amplio seguimiento por parte de los medios de comunicación de la época.
En los últimos años de su vida, Lipmann se dedicó principalmente a obras filantrópicas y caritativas en la ciudad de Besanzón, pero también ejerció como benefactor de la comunidad judía de Francia, llegando a ser ya en el siglo XX vicepresidente del Consistorio Israelita.
Murió en a comienzos del año de 1913 en Besanzón. Su funeral tuvo lugar el día 22 de enero, y fue una oportunidad para que se reuniera la comunidad judía de la localidad.

## Familia
Lipmann se casó en octubre de 1868 con Caroline Geismar, con quien tuvo tres hijos:
- Ernest David Lipmann, nacido el 2 de agosto de 1869[5] y fallecido el 27 de noviembre de 1943 en el campo de concentración de Auschwitz. Heredero de la empresa Lip, recibió la Legión de Honor con el rango de comendador.[6] El 5 de noviembre de 1943 fue arrestado con su esposa y llevado al campo de Drancy, desde donde fue deportado el día 20 de noviembre a Auschwitz, donde encontraría la muerte.[7]
- Camille Isaac Lipmann, nacida el 16 de mayo de 1872[8] y fallecida el 22 de agosto de 1947 en Argel (Argelia francesa). También participaba en el negocio familiar.
- Jenny Lipmann.